# Centulle V de Béarn
Pour les articles homonymes, voir Centulle.
Centulle V, surnommé le Jeune fut vicomte de Béarn de 1058 jusqu'à sa mort en 1090 et comte de Bigorre de 1080 à 1090 sous le nom de Centulle Ier. Il était le fils de Gaston III et d'Adélaïs de Lomagne mais il succéda à son grand-père Centulle IV le Vieux, son père étant décédé en 1053, avant Centulle IV en 1058.

## Biographie
Centulle V renforça et augmenta l'autonomie des vicomtes de Béarn face aux ducs d'Aquitaine, dont ils étaient théoriquement les vassaux. Les ducs d'Aquitaine lui accordèrent la Vicomté d'Acqs, les Pays d'Orthe et de Salies et surtout ils l'affranchirent de tout vasselage. Certains de ses actes d'autonomie sont remarquables :
- Il fit frapper sa propre monnaie dans sa capitale Morlaàs. Ses successeurs conservèrent ce droit et devinrent princes souverains.
- Il avait seul le pouvoir de convoquer les chevaliers de Béarn, qui lui devaient fidélité.
- Il accorda à la ville d'Oloron une lettre de population. Cette lettre fut l'embryon de ce qui allait devenir le For d'Oloron, qui à son tour serait incorporé aux Fors du Béarn quelques siècles plus tard.

Il fut un grand partisan de la réforme grégorienne de l'église catholique romaine et, accordant de nombreux dons, il entretint des relations excellentes avec le Saint-Siège.
Il entama la construction de l'église Sainte-Foy de Morlaàs, premier monument roman du Béarn.
Le pape Grégoire VII le qualifia de amator justitiae, defensor pauperum, propagator pacis, c'est-à-dire soutien de la justice, défenseur des pauvres et propagateur de paix.
En 1079, il prit part au siège de Saragosse, tenue par le Cid, au service des musulmans. Revenu dans ses états, et devenu comte de Bigorre par mariage, il repeuple la ville d'Oloron et la dote de coutumes (ou fors) en 1080.
Grâce à sa politique d'alliances, il parvint à prendre le contrôle de ses voisins de l'est (Montaner et Bigorre) et à forger une solide alliance avec son voisin du sud, l'Aragon.
En revanche, il dut lutter militairement contre ses voisins de l'ouest. En 1082 il attaqua le vicomte de Dax mais subit une sévère défaite.

En 1090, il repartit vers l'Aragon, à la tête des troupes béarnaises pour participer à la prise d'Huesca, engagée par le roi Sancho Ramirez, mais il fut assassiné traîtreusement dans la vallée de Tena. Son fils, Gaston IV, lui succéda.

## Mariages et descendance
Il épousa vers 1060 sa cousine Gisela, qui était peut-être une fille de Bernard II Tumapaler, comte d'Armagnac; cette union fut annulée en 1074 sous l'injonction du Pape Grégoire VII en raison de leurs liens de consanguinité prohibés par l'Église, par le jugement d'Amathus, évêque d'Oloron, légat du pape et de Bernard, abbé de Saint-Victor de Marseille, auxquels Grégoire VII avait attribué la connaissance de cette cause. Gisela fut conduite par ce légat et Guillaume, archevêque d'Auch au Prieuré de la Sainte-Trinité de Marcigny-lès-Nonnains, et présentée à saint Hugues qui lui donna l'habit; elle devint par la suite prieure du couvent, dignité dans laquelle elle mourut. En pénitence, Centulle fonda le Prieuré Sainte-Foy de Morlaàs dans sa ville de Force en Béarn, qui de l'autorité de l'Abbé Hugues et du Pape Urbain II devint annexe du prieuré de Marcigny dépendant de l'abbaye de Cluny. De ce mariage naquirent :
- Un garçon, Gaston IV, vicomte de Béarn (1090-1131) ;
- Une fille, Osquinette.

En 1077 il épousa Béatrix, comtesse de Bigorre, de ce mariage naquirent :
- Bernard III, comte de Bigorre de 1095 à 1113 ;
- Centulle II, comte de Bigorre de 1113 à 1129.

Il maria son fils Gaston à Talèse d'Aragon, princesse de la famille royale d'Aragon. et fille d'un frère naturel du roi Sancho Ramirez. Elle reçut en dot la vicomté voisine de Montaner, qui passa ainsi sous la domination du Béarn.